# Maurice Jacquelin
Maurice Jacquelin, né le 14 avril 1895 à Paris et mort le 10 juin 1975 à Genève, est un comédien français, metteur en scène et directeur de théâtre.

## Biographie
Formé au Conservatoire de Paris - en même temps que Madeleine Renaud -, dans la classe de Renée du Minil, Maurice Jacquelin se produit sur différentes scènes. Il prend la direction de la Comédie de Genève en 1939 à la suite du décès d'Ernest Fournier, fondateur de l'établissement. Il exerce cette fonction, tout en se consacrant à la mise en scène, jusqu'en 1959.
Maurice Jacquelin avait épousé, en 1934, la comédienne genevoise Denyse Navazza qu'il rencontra lors de son activité au Théâtre municipal de Lausanne.

## Filmographie
- 1931 : Sous la terre, documentaire romancé de Jean-Claude Bernard (court métrage)
- 1932 : Amour et Discipline de Jean Kemm : le capitaine Giroudet

## Théâtre (mise en scène)
- 1940 : Baignoire B de Maurice Diamant-Berger
  - Monsieur de Saint-Obin, d'André Picard et Harold Marsh Harwood
  - Le Veilleur de nuit de Sacha Guitry
  - Mais ce n'est pas une chose sérieuse, de Luigi Pirandello
  - L'Aiglon, d'Edmond Rostand
- 1941 : Pygmalion de George Bernard Shaw
  - Le Rapide de Bucarest de Rodo Mahert
  - Le Barbier de Séville de Beaumarchais
  - Pasteur de Sacha Guitry
  - Le Roi Lear de William Shakespeare
- 1942 : C'est Moi qui ai tué le comte de Max Viterbo et Marcel Dubois
  - Arsène Lupin de Maurice Leblanc et Francis de Croisset
  - L'Âge de Juliette de Jacques Deval
  - La Femme en blanc de Marcel Achard
  - Le Pont de la Mandosse de Paul Casetti
  - Le Professeur d'anglais de Régis Gignoux
  - La Voix des Siècles (à l'occasion du bimillénaire de Genève)
  - Une Jeune fille savait d'André Haguet
- 1943 : L'Habit vert de Robert de Flers et Gaston Arman de Caillavet
  - Boléro de Michel Duran
  - On demande un ménage de Jean de Létraz
- 1943 : Louise de Lavallière de Jean-Jacques Bernard